# Nouhoum Tapily
Nouhoum Tapily est un magistrat malien né en 1954 à Kéntaba-Kèye (cercle de Bandiagara) au Mali.
Nouhoum Tapily a suivi des études en droit à l’École nationale d’administration où il obtient une maîtrise en droit privé, et en France. 

## Carrière
Nouhoum Tapily a suivi une carrière de magistrat et a occupé différents postes : juge au siège et président du tribunal du travail de Sikasso, juge de paix à compétence étendue de Mahina, magistrat à la direction nationale de l’administration judiciaire, au bureau étude et législation, président du tribunal de première instance de Tombouctou, du tribunal de travail de Tombouctou, président du tribunal de première instance de Sikasso, vice-président de la Cour suprême puis depuis 2011 président de la Cour suprême. Il porte plainte en mars 2019 contre Mamadou Sinsy Coulibaly qui l'a accusé d'être corrompu.